# Myonera tillamookensis
Myonera tillamookensis är en musselart som beskrevs av Dall 1916. Myonera tillamookensis ingår i släktet Myonera och familjen Cuspidariidae. Inga underarter finns listade i Catalogue of Life.